# Guido Ascanio Sforza di Santa Fiora
Guido Ascanio Sforza di Santa Fiora (Roma, 26 de novembre de 1518 - Màntua, 6 d'octubre de 1564) va ser un cardenal italià, conegut també com El cardenal di Santa Fiora.
Nascut a Roma, era fill de Costanza Farnesei per tant net del Papa Pau III, germà del cardenal Alessandro Sforza (1565), oncle del cardenal Francesco Sforza i besoncle del cardenal Federico Sforza (1645). Durant el seu temps com a cardenal va ser degà, així com administrador de diferents pobles i seus episcopal.
La seva carrera eclesiàstica s'inicia molt d'hora amb la seva selecció com a bisbe de Montefiascone i Corneto, en l'actualitat diòcesi de Viterbo, el 12 de novembre de 1528, quan encara no havia complert deu anys. Va dimitir de dit càrrec el 4 de juny de 1548.
Va ser elevat a cardenal al consistori del 18 de desembre de 1534 pel Papa Pau III amb la Diaconia de Sant Vito Santi, Modesto i Crescencia. Més tard va ser nomenat Cardenal camarlenc de la Santa Església Romana el 22 d'octubre de 1537, càrrec que va ocupar fins a la seva mort. Va optar per la Diaconia de Santa Maria en Cosmedin el 31 de maig de 1540, per la Diaconia de Sant'Eustachio el 10 de desembre de 1540 i finalment per la Diaconia de Santa Maria a Via Lata el 9 de març de 1552. Va participar en els dos conclaves de 1555 (la d'abril que va triar Marcel II i al maig, que va escollir a Pau IV), així com el conclave celebrat el desembre de 1559, el que va resultar en electe de Pius IV, qui va reconvocar el Concili de Trento.
Guido Ascanio Sforza va morir el 6 d'octubre de 1564 de la febre a Màntua. El seu cos va ser traslladat a Roma i sepultat a la capella de la seva família a la Basílica de Santa Maria Major.